# Koin
Koin, o anche Koyin, è un comune (in francese sous-préfecture) della Guinea, parte della regione di Labé e della prefettura di Tougué.